# Iňa
Iňa é um município da Eslováquia, situado no distrito de Levice, na região de Nitra. Tem 5,68 km² de área e sua população em 2018 foi estimada em 234 habitantes.

## Demografia
| Ano:        | 1994 | 2004    | 2014   | 2024    |
| ----------- | ---- | ------- | ------ | ------- |
| Broj ljudi: | 235  | 208     | 204    | 225     |
| Razlika:    |      | -11,48% | -1,92% | +10,29% |

| Ano:               | 2023 | 2024   |
| ------------------ | ---- | ------ |
| Número de pessoas: | 221  | 225    |
| Diferença:         |      | +1,80% |